# Robert Farah
Robert Farah Maksoud (Montréal, 20 gennaio 1987) è un ex tennista colombiano.
Il 15 luglio 2019, dopo la conquista del Torneo di Wimbledon, era diventato numero uno del mondo per quanto riguarda il doppio, insieme al connazionale Juan Sebastián Cabal, insieme al quale ha trionfato anche agli US Open dello stesso anno.

## Carriera
Debutta nel circuito professionistico nel 2010, fallendo tutte le qualificazioni per i tabelloni principali dei tornei.
Nel 2011 ottiene il miglior risultato in singolare qualificandosi per il tabellone principale agli US Open dove viene sconfitto al primo turno da Nicolas Mahut. Il miglior risultato in stagione in doppio è il terzo turno a Wimbledon dove in coppia con Juan Sebastián Cabal viene sconfitto da James Cerretani e Philipp Marx, raggiunge inoltre il secondo turno agli US Open sconfitto da Paul Hanley e Dick Norman. Vince inoltre la medaglia d'oro sia in singolare che in doppio ai XVI Giochi panamericani.
Nel 2012 fallisce in singolare tutte le qualificazioni agli slam e viene eliminato al primo turno degli altri tornei a cui partecipa. In doppio raggiunge il secondo turno agli Australian Open, il terzo turno al Roland Garros mentre viene eliminato al primo turno degli ultimi due slam. Perde al primo turno del torneo di Barcellona torneo facente parte dell'ATP World Tour 500 series. Nei tornei 250 raggiunge i quarti di finale dei tornei di Chennai, Santiago del Cile e Delray Beach, le semifinali a San Paolo, Monaco di Baviera e Stoccarda. Raggiunge inoltre la sua prima finale al torneo di Gstaad dove in coppia con Santiago Giraldo deve arrendersi alle teste di serie numero uno, Marcel Granollers e Marc López per 6–4, 7–6(9).
Dopo aver fallito per le qualificazioni in singolare per l'Australian Open 2013 decide di dedicarsi principalmente al doppio. Nei tornei dello slam inizia raggiungendo i quarti di finale proprio a Melbourne in coppia con Juan Sebastián Cabal dove i due si arrendono alla coppia italiana formata da Simone Bolelli e Fabio Fognini, il terzo turno al Roland Garros e a Wimbledon mentre viene eliminato al primo turno degli US Open. Raggiunge per la prima volta in carriera i quarti di finale in un torneo 500 ad Acapulco dove in coppia con Cabal viene eliminato sempre da Bolelli e Fognini. Raggiunge inoltre nei tornei 250 i quarti di finale ad Halle, le semifinali di San Jose, Monaco di Baviera e Bogotá, la sua seconda finale in carriera a Nizza dove sempre in coppia con Cabal i due vengono sconfitti da Johan Brunström e Raven Klaasen.
Nel 2014 la coppia viene sconfitta in ben 4 finali nei tornei di Brisbane, Vina del Mar, San Paolo e Miami, in quest'ultima si devono arrendere ai gemelli Mike e Bob Brian con il punteggio di 7–6(8), 6–4.

### 2020
Il 4 gennaio 2020 è stato trovato positivo a un controllo antidoping, insieme al cileno Jarry. A differenza di costui, Farah non è stato squalificato, poiché l'assunzione di boldenone (uno steroide anabolizzante)  era dovuta a una contaminazione alimentare.

### 2021
...

### 2022
...

### 2023
...
Ha annunciato poco prima dell'US Open insieme al suo compagno di doppio Juan Sebastián Cabal che si ritireranno a fine anno.

## Statistiche

### Doppio

#### Vittorie (19)
| Legenda singolare    |
| Grande Slam (2)      |
| ATP Finals (0)       |
| ATP Masters 1000 (2) |
| ATP Tour 500 (6)     |
| ATP Tour 250 (9)     |

| N.  | Data             | Torneo                                       | Superficie  | Compagno             | Avversari in finale                  | Punteggio                           |
| 1.  | 23 febbraio 2014 | Rio Open, Rio de Janeiro                     | Terra rossa | Juan Sebastián Cabal | David Marrero Marcelo Melo           | 6–4, 6–2                            |
| 2.  | 23 agosto 2014   | Winston-Salem Open, Winston-Salem            | Cemento     | Juan Sebastián Cabal | Jamie Murray John Peers              | 6–3, 6–4                            |
| 3.  | 15 febbraio 2015 | Brasil Open, San Paolo                       | Terra rossa | Juan Sebastián Cabal | Paolo Lorenzi Diego Schwartzman      | 6–4, 6–2                            |
| 4.  | 23 maggio 2015   | Geneva Open, Ginevra                         | Terra rossa | Juan Sebastián Cabal | Raven Klaasen Lu Yen-hsun            | 7–5, 4–6, [10–7]                    |
| 5.  | 14 febbraio 2016 | Argentina Open, Buenos Aires                 | Terra rossa | Juan Sebastián Cabal | Íñigo Cervantes Paolo Lorenzi        | 6–3, 6–0                            |
| 6.  | 21 febbraio 2016 | Rio Open, Rio de Janeiro (2)                 | Terra rossa | Juan Sebastián Cabal | Pablo Carreño Busta David Marrero    | 7–6(5), 6–1                         |
| 7.  | 21 maggio 2016   | Open de Nice Côte d'Azur, Nizza              | Terra rossa | Juan Sebastián Cabal | Mate Pavić Michael Venus             | 4–6, 6–4, [10–8]                    |
| 8.  | 23 ottobre 2016  | Kremlin Cup, Mosca                           | Cemento (i) | Juan Sebastián Cabal | Julian Knowle Jürgen Melzer          | 7–5, 4–6, [10–5]                    |
| 9.  | 19 febbraio 2017 | Argentina Open, Buenos Aires (2)             | Terra rossa | Juan Sebastián Cabal | Santiago González David Marrero      | 6–1, 6–4                            |
| 10. | 7 maggio 2017    | BMW Open, Monaco di Baviera                  | Terra rossa | Juan Sebastián Cabal | Jérémy Chardy Fabrice Martin         | 6–3, 6–3                            |
| 11. | 20 maggio 2018   | Internazionali BNL d'Italia, Roma            | Terra rossa | Juan Sebastián Cabal | Pablo Carreño Busta João Sousa       | 3–6, 6–4, [10–4]                    |
| 12. | 28 aprile 2019   | Barcelona Open Banc Sabadell, Barcellona     | Terra rossa | Juan Sebastián Cabal | Jamie Murray Bruno Soares            | 6–4, 7–6(4)                         |
| 13. | 19 maggio 2019   | Internazionali BNL d'Italia, Roma (2)        | Terra rossa | Juan Sebastián Cabal | Raven Klaasen Michael Venus          | 6–1, 6–3                            |
| 14. | 28 giugno 2019   | Nature Valley International, Eastbourne      | Erba        | Juan Sebastián Cabal | Máximo González Horacio Zeballos     | 3–6, 7–6(4), [10–6]                 |
| 15. | 13 luglio 2019   | Torneo di Wimbledon, Londra                  | Erba        | Juan Sebastián Cabal | Nicolas Mahut Édouard Roger-Vasselin | 6(5)–7, 7–6(5), 7–6(6), 6(5)–7, 6–3 |
| 16. | 6 settembre 2019 | US Open, New York                            | Cemento     | Juan Sebastián Cabal | Marcel Granollers Horacio Zeballos   | 6–4, 7–5                            |
| 17. | 20 marzo 2021    | Dubai Tennis Championships, Dubai            | Cemento     | Juan Sebastián Cabal | Nikola Mektić Mate Pavić             | 7–6(0), 7–6(4)                      |
| 18. | 25 aprile 2021   | Barcelona Open Banc Sabadell, Barcellona (2) | Terra rossa | Juan Sebastián Cabal | Kevin Krawietz Horia Tecău           | 6–4, 6–2                            |
| 19. | 31 ottobre 2021  | Vienna Open, Vienna                          | Cemento (i) | Juan Sebastián Cabal | Rajeev Ram Joe Salisbury             | 6–4, 6–2                            |

#### Finali perse (23)
| Legenda doppio       |
| Grande Slam (1)      |
| ATP Finals (0)       |
| ATP Masters 1000 (5) |
| ATP Tour 500 (4)     |
| ATP Tour 250 (13)    |

| N.  | Data             | Torneo                                                | Superficie      | Compagno             | Avversari in finale                   | Punteggio              |
| 1.  | 22 luglio 2012   | Crédit Agricole Suisse Open Gstaad, Gstaad            | Terra rossa     | Santiago Giraldo     | Marcel Granollers Marc López          | 4–6, 6(9)–7            |
| 2.  | 25 maggio 2013   | Open de Nice Côte d'Azur, Nizza                       | Terra rossa     | Juan Sebastián Cabal | Johan Brunström Raven Klaasen         | 3–6, 2–6               |
| 3.  | 5 gennaio 2014   | Brisbane International, Brisbane                      | Cemento         | Juan Sebastián Cabal | Daniel Nestor Mariusz Fyrstenberg     | 7–6(4), 4–6, [7–10]    |
| 4.  | 9 febbraio 2014  | VTR Open, Viña del Mar                                | Terra rossa     | Juan Sebastián Cabal | Florin Mergea Oliver Marach           | 3–6, 4–6               |
| 5.  | 2 marzo 2014     | Brasil Open, San Paolo                                | Terra rossa (i) | Juan Sebastián Cabal | Philipp Oswald Guillermo García López | 7–5, 4–6, [13–15]      |
| 6.  | 29 marzo 2014    | Sony Open, Miami                                      | Cemento         | Juan Sebastián Cabal | Bob Bryan Mike Bryan                  | 6(8)–7, 4–6            |
| 7.  | 25 luglio 2015   | Swedish Open, Båstad                                  | Terra rossa     | Juan Sebastián Cabal | Jérémy Chardy Łukasz Kubot            | 7–6(6), 3–6, [8–10]    |
| 8.  | 2 agosto 2015    | International German Open, Amburgo                    | Terra rossa     | Juan Sebastián Cabal | John Peers Jamie Murray               | 6–2, 3–6, [8–10]       |
| 9.  | 11 ottobre 2015  | Rakuten Japan Open Tennis Championships, Tokyo        | Cemento         | Juan Sebastián Cabal | Raven Klaasen Marcelo Melo            | 6(5)–7, 6–3, [7–10]    |
| 10. | 1º maggio 2016   | BMW Open, Monaco di Baviera                           | Terra rossa     | Juan Sebastián Cabal | Henri Kontinen John Peers             | 3–6, 6–3, [7–10]       |
| 11. | 25 febbraio 2017 | Rio Open, Rio de Janeiro                              | Terra rossa     | Juan Sebastián Cabal | Pablo Carreño Busta Pablo Cuevas      | 4–6, 7–5, [8–10]       |
| 12. | 30 aprile 2017   | Gazprom Hungarian Open, Budapest                      | Terra rossa     | Juan Sebastián Cabal | Brian Baker Nikola Mektić             | 6(2)–7, 4–6            |
| 13. | 27 maggio 2017   | Geneva Open, Ginevra                                  | Terra rossa     | Juan Sebastián Cabal | Jean-Julien Rojer Horia Tecău         | 6–2, 6(9)–7, [6–10]    |
| 14. | 27 gennaio 2018  | Australian Open, Melbourne                            | Cemento         | Juan Sebastián Cabal | Oliver Marach Mate Pavić              | 4–6, 4–6               |
| 15. | 18 febbraio 2018 | Argentina Open, Buenos Aires                          | Terra rossa     | Juan Sebastián Cabal | Andrés Molteni Horacio Zeballos       | 3–6, 7–5, [3–10]       |
| 16. | 19 agosto 2018   | Western & Southern Open, Cincinnati                   | Cemento         | Juan Sebastián Cabal | Jamie Murray Bruno Soares             | 6–4, 3–6, [6–10]       |
| 17. | 12 gennaio 2019  | Sydney International, Sydney                          | Cemento         | Juan Sebastián Cabal | Jamie Murray Bruno Soares             | 4–6, 3–6               |
| 18. | 18 agosto 2019   | Western & Southern Open, Cincinnati (2)               | Cemento         | Juan Sebastián Cabal | Ivan Dodig Filip Polášek              | 6–4, 4–6, [6–10]       |
| 19. | 29 febbraio 2020 | Abierto Mexicano Telcel, Acapulco                     | Cemento         | Juan Sebastián Cabal | Łukasz Kubot Marcelo Melo             | 6(6)–7, 7–6(4), [9–11] |
| 20. | 17 ottobre 2020  | Forte Village Sardegna Open, Santa Margherita di Pula | Terra rossa     | Juan Sebastián Cabal | Marcus Daniell Philipp Oswald         | 3–6, 4–6               |
| 21. | 7 febbraio 2021  | Great Ocean Road Open, Melbourne                      | Cemento         | Juan Sebastián Cabal | Jamie Murray Bruno Soares             | 3–6, 6(7)–7            |
| 22. | 17 aprile 2022   | Rolex Monte Carlo Masters, Monte Carlo                | Terra rossa     | Juan Sebastián Cabal | Rajeev Ram Joe Salisbury              | 3–6, 6–4, [7–10]       |
| 23. | 8 maggio 2022    | Mutua Madrid Open, Madrid                             | Terra rossa     | Juan Sebastián Cabal | Wesley Koolhof Neal Skupski           | 7–6(4), 4–6, [5–10]    |

### Doppio misto

#### Finali perse (2)
| Tornei del Grande Slam  |
| ----------------------- |
| Australian Open (0)     |
| Open di Francia (1)     |
| Torneo di Wimbledon (1) |
| US Open (0)             |

| N. | Data           | Torneo                      | Superficie  | Compagna            | Avversari in finale              | Punteggio         |
| 1. | 10 luglio 2016 | Torneo di Wimbledon, Londra | Erba        | Anna-Lena Grönefeld | Henri Kontinen Heather Watson    | 6(5)–7, 4–6       |
| 2. | 8 giugno 2017  | Open di Francia, Parigi     | Terra rossa | Anna-Lena Grönefeld | Rohan Bopanna Gabriela Dabrowski | 6–2, 2–6, [10–12] |

## Risultati in progressione
| Sigla | Risultato               |
| ----- | ----------------------- |
| V     | Vincitore               |
| F     | Finalista               |
| SF    | Semifinalista           |
| O     | Oro olimpico            |
| A     | Argento olimpico        |
| SF    | Bronzo olimpico         |
| QF    | Quarti di Finale        |
| 4T    | Quarto turno            |
| 3T    | Terzo turno             |
| 2T    | Secondo turno           |
| 1T    | Primo turno             |
| RR    | Round Robin             |
| LQ    | Turno di qualificazione |
| A     | Assente                 |
| ND    | Non disputato           |

| Legenda superfici    |
| -------------------- |
| Cemento              |
| Terra battuta        |
| Erba                 |
| Superficie variabile |

### Singolare
| Grande Slam                |     |     |     |     |     |
| Australian Open, Melbourne | A   | Q2  | Q1  | Q1  | 0–0 |
| Roland Garros, Parigi      | A   | Q2  | Q2  | A   | 0–0 |
| Wimbledon, Londra          | A   | Q2  | Q2  | A   | 0–0 |
| US Open, New York          | Q3  | 1T  | Q2  | A   | 0–1 |
| Vittorie–Sconfitte         | 0–0 | 0–1 | 0–0 | 0–0 | 0–1 |

### Doppio
| Grande Slam                |               |               |     |               |               |               |     |               |               |               |               |     |       |
| Australian Open, Melbourne | A             | A             | 2T  | QF            | 1T            | 2T            | 3T  | 3T            | F             | 1T            | A             | 2T  | 15–9  |
| Roland Garros, Parigi      | A             | A             | 3T  | 3T            | 1T            | 1T            | 1T  | SF            | QF            | SF            | SF            | SF  | 23–10 |
| Wimbledon, Londra          | A             | 3T            | 1T  | 3T            | A             | 2T            | 2T  | 2T            | 3T            | V             | ND            | QF  | 18–8  |
| US Open, New York          | A             | 2T            | 1T  | 1T            | 2T            | 2T            | 1T  | A             | SF            | V             | 2T            |     | 14–8  |
| Vittorie–Sconfitte         | 0–0           | 3–2           | 3–4 | 7–4           | 1–3           | 3–4           | 3–4 | 7–3           | 14–4          | 16–2          | 5–2           | 8–3 | 70–35 |
| Torneo di Fine Anno        |               |               |     |               |               |               |     |               |               |               |               |     |       |
| ATP Finals, Londra         | A             | A             | A   | A             | A             | A             | A   | A             | SF            | SF            | A             | A   | 3–5   |
| Vittorie–Sconfitte         | 0–0           | 0–0           | 0–0 | 0–0           | 0–0           | 0–0           | 0–0 | 0–0           | 2–2           | 1–3           | 0–0           | 0–0 | 3–5   |
| Giochi Olimpici            |               |               |     |               |               |               |     |               |               |               |               |     |       |
| Giochi Olimpici            | Non disputati | Non disputati | A   | Non disputati | Non disputati | Non disputati | 2T  | Non disputati | Non disputati | Non disputati | Non disputati |     | 1–1   |
| Vittorie–Sconfitte         | Non disputati | Non disputati | 0–0 | Non disputati | Non disputati | Non disputati | 1–1 | Non disputati | Non disputati | Non disputati | Non disputati | 0–0 | 1–1   |

### Doppio misto
| Grande Slam                |               |               |     |               |               |               |     |               |               |               |               |     |       |
| Australian Open, Melbourne | A             | A             | A   | A             | A             | 1T            | 2T  | 1T            | 1T            | QF            | A             | 2T  | 4–5   |
| Roland Garros, Parigi      | A             | A             | A   | A             | 2T            | 2T            | 1T  | F             | SF            | 2T            | ND            | QF  | 11–7  |
| Wimbledon, Londra          | A             | A             | 1T  | 2T            | 1T            | A             | F   | A             | 2T            | A             | ND            |     | 5–5   |
| US Open, New York          | A             | A             | A   | A             | 2T            | 1T            | SF  | A             | A             | A             | ND            |     | 4–3   |
| Vittorie–Sconfitte         | 0–0           | 0–0           | 0–1 | 1–1           | 2–3           | 1–3           | 8–4 | 4–2           | 3–3           | 3–2           | 0–0           | 2–1 | 24–22 |
| Giochi Olimpici            |               |               |     |               |               |               |     |               |               |               |               |     |       |
| Giochi Olimpici            | Non disputati | Non disputati | A   | Non disputati | Non disputati | Non disputati | A   | Non disputati | Non disputati | Non disputati | Non disputati | A   | 0–0   |
| Vittorie–Sconfitte         | Non disputati | Non disputati | 0–0 | Non disputati | Non disputati | Non disputati | 0–0 | Non disputati | Non disputati | Non disputati | Non disputati | 0–0 | 0–0   |